# Çamköy, Şaphane
Çamköy là một xã thuộc huyện Şaphane, tỉnh Kütahya, Thổ Nhĩ Kỳ. Dân số thời điểm năm 2008 là 308 người.